# Урожайнівська сільська рада (Сімферопольський район)
Урожа́йнівська сільська́ ра́да — адміністративно-територіальна одиниця та орган місцевого самоврядування в Сімферопольському районі Автономної Республіки Крим. Адміністративний центр — село Урожайне.

## Загальні відомості
- Населення ради: 3 578 осіб (станом на 2001 рік)

## Населені пункти
Сільській раді підпорядковані населені пункти:
- с. Урожайне
- с. Живописне

## Склад ради
Рада складається з 22 депутатів та голови.
- Голова ради: Шабанова Галина Юріївна
- Секретар ради: Юнусова Ельмира Османівна

### Керівний склад попередніх скликань
| Прізвище, ім'я, по батькові    | Основні відомості                                                         | Дата обрання | Дата звільнення |
| ------------------------------ | ------------------------------------------------------------------------- | ------------ | --------------- |
| Павлятенко Сергій Анатолійович | Сільський голова, 1957 року народження, безпартійний                      | 26.03.2006   | 31.10.2010      |
| Шабанова Галина Юріївна        | Сільський голова, 1966 року народження, освіта вища, член Партії регіонів | 31.10.2010   |                 |

Примітка: таблиця складена за даними сайту Верховної Ради України

### Депутати
За результатами місцевих виборів 2010 року депутатами ради стали:

#### За суб'єктами висування
| Суб'єкт висування           | Кількість обраних депутатів | %    |
| --------------------------- | --------------------------- | ---- |
| Самовисування               | 13                          | 59,1 |
| Партія регіонів             | 5                           | 22,7 |
| Комуністична партія України | 4                           | 18,2 |

#### За округами
| № округу                    | Прізвище, ім'я, по батькові       | Дата визнання обраним | Освіта             | Партійна приналежність | Відомості про обраного депутата                                  |
| --------------------------- | --------------------------------- | --------------------- | ------------------ | ---------------------- | ---------------------------------------------------------------- |
| Комуністична партія України |                                   |                       |                    |                        |                                                                  |
| 3                           | Мироненко Таісія Іллівна          | 15.07.2013            | середня спеціальна | позапартійна           | пенсіонерка                                                      |
| 5                           | Вернер Тетяна Ігнатівна           | 02.11.2010            | середня            | позапартійна           | тимчасово не працює                                              |
| 13                          | Палагіна Світлана Петрівна        | 02.11.2010            | середня            | позапартійна           | Придніпровська залізнична дорога, робоча                         |
| 21                          | Мирошниченко Тетяна Андріївна     | 15.07.2013            | середня            | позапартійна           | КРЛ ім. Семашка, санітарка                                       |
| Партія регіонів             |                                   |                       |                    |                        |                                                                  |
| 1                           | Лошик Євдокія Іванівна            | 02.11.2010            | середня            | позапартійна           | Урожайнівська сільська рада, бухгалтер                           |
| 4                           | Заболотний Віктор Якович          | 15.07.2013            | вища               | член Партії регіонів   | АТОВ «Урожайне», директор                                        |
| 9                           | Саморока Валерій Олексійович      | 02.11.2010            | вища               | позапартійний          | пенсіонер                                                        |
| 14                          | Забара Тетяна Станіславівна       | 02.11.2010            | вища               | член Партії регіонів   | АТОВ «Урожайне», головний бухгалтер                              |
| 15                          | Михайлова Валентина Володимирівна | 02.11.2010            | вища               | позапартійна           | Урожайнівська загальноосвітня школа, вчитель                     |
| Самовисування               |                                   |                       |                    |                        |                                                                  |
| 2                           | Ібраімов Рєдван Абійович          | 15.07.2013            | середня спеціальна | позапартійний          | ПП «Легіон 07», водій                                            |
| 6                           | Смаглій Микола Миколайович        | 02.11.2010            | середня            | позапартійний          | тимчасово не працює                                              |
| 7                           | Салєдінова Майре                  | 02.11.2010            | вища               | позапартійна           | дошкільний заклад освіти Урожайнівської сільської ради, директор |
| 8                           | Якубов Сіяр Діляверович           | 02.11.2010            | середня            | позапартійний          | ПП «Якубов», приватний підприємець                               |
| 10                          | Дубініна Єлизавета Василівна      | 02.11.2010            | вища               | позапартійна           | пенсіонер                                                        |
| 11                          | Мамутов Ферат Сейранович          | 02.11.2010            | середня            | позапартійний          | тимчасово не працює                                              |
| 12                          | Малиневська Тамара Іванівна       | 02.11.2010            | вища               | позапартійна           | Урожайнівська загальноосвітня школа, вчитель                     |
| 16                          | Бекиров Ділявер Енверович         | 02.11.2010            | середня            | позапартійний          | ПП «Бекиров», приватний підприємець                              |
| 17                          | Бекіров Фахрі Айдерович           | 02.11.2010            | вища               | позапартійний          | управління справами Ради міністрів АРК, консультант              |
| 18                          | Давлєтов Мутаір Халілович         | 15.07.2013            | вища               | позапартійний          | пенсіонер                                                        |
| 19                          | Юнусова Ельмира Османівна         | 02.11.2010            | середня            | позапартійна           | Урожайнівська сільська рада, секретар                            |
| 20                          | Булавка Максим Андрійович         | 15.07.2013            | середня спеціальна | позапартійний          | ПП «Сервіс-Торг», директор                                       |
| 22                          | Мустафаєва Сусана Лутфієвна       | 02.11.2010            | вища               | позапартійна           | Урожайнівська сільська рада, фахівець із соціальних питань       |